# Фрага, Мигель
Миге́ль А́нхель Фра́га Лико́на (исп. Miguel Ángel Fraga Licona; 3 сентября 1987, Морелия, Мексика) — мексиканский футболист, игравший на позиции вратаря.

## Клубная карьера
Фрага родился в городе Морелия и стал воспитанником местного клуба «Монаркас Морелия». В возрасте семнадцати лет тренер Рикардо Ферретти включил его во взрослую команду в качестве четвёртого вратаря. 14 августа 2005 года Фрага дебютировал в чемпионате Мексики в матче с «Пачукой», который закончился победой его команды со счётом 3:1. В течение следующих трёх лет вратарь не смог выиграть конкуренцию у Мойсеса Муньоса, поэтому играл в Ассенсо МХ за вторую команду «Морелии» — «Мериду». В июле 2010 года он был отдан в аренду на год в «Тихуану», за которую провёл 2 матча, не сумев выиграть конкуренцию у Адриана Серменьо. В конце сезона 2010/2011 клуб впервые в истории пробился в высший дивизион страны.
Летом 2011 года отправился в аренду в Ассенсо MX во вторую команду «Морелии» — «Торос Неса». В первый год он был резервистом Хесуса Урбины, но затем стал основным вратарём команды и 2013 году занял в чемпионате второе место. Однако после окончания клуб продал свою лицензию команде «Дельфинес». В результате, игрок переехал в «Дельфинес», где он играл в качестве основного вратаря в течение шести месяцев, после чего вернулся в чемпионат Мексики, перейдя в аренду в клуб «Керетаро». За новый клуб Фрага провёл два матча, уступив место в стартовом составе Эдгару Эрнандесу.
В июле 2014 года вратарь перешёл в клуб «Атлас» в рамках сотрудничества между двумя клубами. В течение первого года он был резервистом Федерико Вилара. После того, как он покинул команду, Фрага стал основным вратарём, но затем снова уступил место в основном составе Оскару Устари. После сезона 2017/2018 был отдан в аренду в «УНАМ Пумас», за который за полтора года не сыграл ни одного матча в чемпионате. После шести месяцев в клубе Ассенсо МХ «Коррекаминос» Фрага в начале сезона 2020/2021 перешёл на правах аренды в клуб-дебютант чемпионата «Масатлан». Сезон 2022/2023 Фрага провёл в клубе Ассенсо МХ «Минерос де Сакатекас», а завершил карьеру год спустя в «Пуэбле», в составе которой был резервным вратарём и на поле не выходил.

## Карьера в сборной
В 2006 году Фрага был включён в состав сборной Мексики до 23 лет на Турнир в Тулоне. Вратарь вышел на поле в двух матчах из трёх, пропустив два мяча. Его команда заняла третье место в группе и не прошла на стадию плей-офф. В 2017 году Мигель Фрага был вызван в сборную Мексики на Золотой кубок КОНКАКАФ. На этом турнире он был третьим вратарём и ни разу не вышел на поле, а его команда вылетела на стадии полуфинала.